# یلوه حنایی

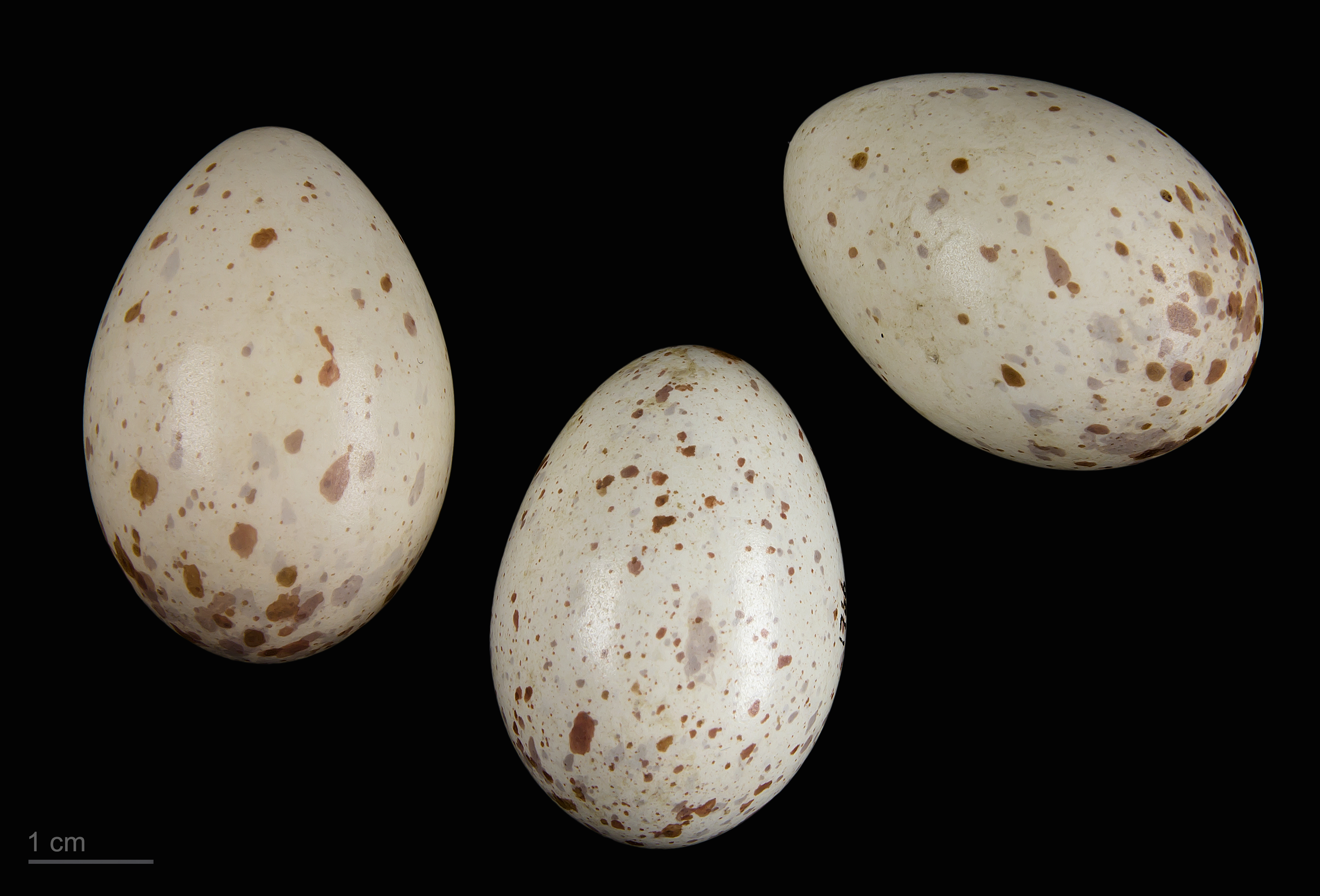
Crex crex

یلوه حنایی پرنده‌ای از خانوادهٔ یلوگان است که در تابستانها در محدودهٔ وسیعی از اروپا تا شرق آسیا جفت‌گیری کرده و در زمستان به آفریقا مهاجرت می‌کند. یلوه حنایی در علف‌زارهای مرطوب و مزارع غلات، تغذیه و جفت‌گیری می‌کند. طول بدن پرنده حدوداً ۲۶ سانتی‌متر و رنگ بال‌هایش به رنگ قهوه‌ای است. دانه‌های غلات، حشرات، جوندگان و پرندگان کوچک، غذای اصلی این پرنده هستند.
با این که این حیوان در طبقهٔ کمترین نگرانی فهرست قرمز قرارگرفته‌است؛ احتمال این می‌رود که نسل این پرنده در معرض خطر باشد. زیرا به دلیل طبیعت پنهان‌کار این پرنده، اطلاعات کمی از آن موجود است.